# Бикалутамид
Бикалутамид — антиандрогенный препарат, который в основном используется для лечения рака предстательной железы. Он обычно используется вместе с аналогом гонадотропин-рилизинг-гормона или хирургическим удалением яичек для лечения метастатического рака предстательной железы. В меньшей степени он используется в высоких дозах при местнораспространенном раке предстательной железы в качестве монотерапии без кастрации. Бикалутамид ранее также применялся в качестве монотерапии для лечения локализованного рака предстательной железы, но разрешение на его применение было отозвано после неблагоприятных результатов исследований. Помимо рака предстательной железы, бикалутамид ограниченно используется для лечения чрезмерного роста волос и выпадения волос на коже головы у женщин, в качестве блокатора полового созревания и компонента феминизирующей гормональной терапии для трансгендерных женщин, для лечения гонадотропин-независимого раннего полового созревания у мальчиков, и для предотвращения чрезмерно длительной эрекции у мужчин. Его принимают внутрь.
Распространенные побочные эффекты бикалутамида у мужчин включают увеличение груди, болезненность молочных желез и приливы жара. Другие побочные эффекты у мужчин включают феминизацию и сексуальную дисфункцию. Некоторые побочные эффекты, такие как изменение формы груди и феминизация, минимальны в сочетании с кастрацией. Хотя у женщин этот препарат, по-видимому, вызывает мало побочных эффектов, в настоящее время его применение у женщин явно не одобрено Управлением по контролю за продуктами и лекарствами (FDA). Использование во время беременности может нанести вред ребенку. Было обнаружено, что у мужчин с ранним раком предстательной железы монотерапия бикалутамидом увеличивает вероятность смерти от других причин, помимо рака предстательной железы. Бикалутамид вызывает патологические изменения в печени, которые требуют прекращения приема примерно у 1 % людей. В редких случаях это было связано со случаями серьезного повреждения печени, серьезной токсичности легких, и повышенной чувствительности к свету. Хотя риск неблагоприятных изменений в печени невелик, во время лечения рекомендуется контролировать функцию печени.
Бикалутамид относится к группе нестероидных антиандрогенных препаратов. Он работает путем избирательного блокирования рецептора андрогена, биологической мишени андрогенных половых гормонов тестостерона и дигидротестостерона (ДГТ). Он не снижает уровень андрогенов. Препарат может оказывать некоторые эстрогеноподобные эффекты у мужчин при использовании в качестве монотерапии из-за повышения уровня эстрадиола. Бикалутамид хорошо усваивается, и пища не влияет на его всасывание. Период полувыведения препарата составляет около одной недели. У животных он проявляет периферическую избирательность, но проникает через гематоэнцефалический барьер и затрагивает как тело, так и мозг человека.
Бикалутамид был запатентован в 1982 году и одобрен для медицинского применения в 1995 году. Он входит в список основных лекарственных средств Всемирной организации здравоохранения. Бикалутамид выпускается в виде дженериков. Препарат продается более чем в 80 странах, включая большинство развитых. Когда-то это был наиболее широко используемый антиандроген для лечения рака предстательной железы, и его назначали миллионам мужчин с этим заболеванием. Хотя бикалутамид также используется по другим показаниям, помимо рака предстательной железы, подавляющее большинство рецептов, по-видимому, предназначено для лечения рака предстательной железы

## Медицинское применение
Бикалутамид одобрен и в основном используется при следующих показаниях:
- Метастатический рак предстательной железы у мужчин в сочетании с аналогом гонадотропин-рилизинг гормона (ГнРГ) или хирургической кастрацией в дозе 50 мг/сут[24][43]
- Местнораспространенный рак предстательной железы у мужчин в качестве монотерапии в дозе 150 мг/сут (не одобрен для применения в Соединенных Штатах)[10][44]

В Японии бикалутамид используется исключительно в дозировке 80 мг/сут как в комбинации с кастрацией, так и в качестве монотерапии при лечении рака предстательной железы.
- Для уменьшения последствий повышения уровня тестостерона в начале терапии агонистами ГнРГ у мужчин[47][48]
- Андрогензависимые заболевания кожи и волос, такие как акне, себорея, чрезмерный рост волос и выпадение волос на голове у женщин, а также высокий уровень тестостерона из-за синдрома поликистозных яичников (СПКЯ) у женщин, в дозе от 25 до 50 мг/сут, как правило, в сочетании с противозачаточными таблетками[14][49][50][51][52][53][54]
- Феминизирующая гормональная терапия для трансгендерных женщин в сочетании с эстрогеном, обычно в дозе 50 мг/сут[16][55][56][57][58][59][60]
- Периферическое преждевременное половое созревание у мальчиков в дозе от 12,5 до 100 мг/сут в комбинации с ингибитором ароматазы, таким как анастрозол, особенно при наследственном преждевременном половом созревании, ограниченном у мужчин (тестотоксикоз)[17][24][61][62][63][64][65][66]
- Чрезмерно длительная эрекция у мужчин при приеме от 50 мг в неделю до 50 мг через день.[1][5][18][67][68][69][70]

Препарат был рекомендован для лечения, но его эффективность остается неопределенной при следующих показаниях:
- Гиперсексуальность и парафилии, особенно в сочетании с химической кастрацией[71][72][73][74][75][76]

Более подробную информацию об этих способах применения смотрите в статье "Применение бикалутамида в медицине".

### Доступные формы
Бикалутамид доступен для лечения рака предстательной железы в большинстве развитых стран, включая более 80 стран по всему миру. Он выпускается в таблетках по 50 мг, 80 мг (в Японии) и 150 мг для приема внутрь. Препарат зарегистрирован для применения в качестве монотерапии в дозе 150 мг/сут для лечения местнораспространенного рака предстательной железы по меньшей мере в 55 странах. Заметным исключением является США, где он зарегистрирован только для применения в дозе 50 мг/сут в сочетании с кастрацией. Никакие другие лекарственные формы или способы введения не доступны и не используются. Все препараты бикалутамида специально предназначены для лечения рака предстательной железы отдельно или в сочетании с хирургической или медикаментозной кастрацией. Из-за низкой растворимости бикалутамида в воде, бикалутамид в таблетках для приема внутрь подвергается микронизации для обеспечения малого и однородного размера частиц и оптимизации биодоступности при приеме внутрь.
Комбинированный препарат бикалутамида и агониста ГнРГ гозерелина, в который гозерелин вводится в виде подкожного имплантата для инъекций, а бикалутамид – в виде таблеток по 50 мг для приема внутрь, продается в Австралии и Новой Зеландии под торговой маркой ZolaCos CP (комбинированная упаковка Золадекса и Касодекса).

## Противопоказания
Бикалутамид относится к категории "беременность X", или "противопоказан при беременности", в США, а в Австралии - к категории "беременность D", которая является второй по значимости в списке запрещенных препаратов. Таким образом, он противопоказан женщинам во время беременности, и женщинам, которые ведут активную половую жизнь и которые могут забеременеть, настоятельно рекомендуется принимать бикалутамид только в сочетании с адекватной контрацепцией. Неизвестно, выделяется ли бикалутамид с грудным молоком, но многие лекарственные препараты выделяются с грудным молоком, и по этой причине лечение бикалутамидом также не рекомендуется во время грудного вскармливания.
У лиц с тяжелой, но не легкой или умеренной печеночной недостаточностью имеются данные о том, что выведение бикалутамида замедляется, и, следовательно, у этих пациентов может быть необходима осторожность, поскольку уровень бикалутамида в крови может быть повышен. При тяжелой печеночной недостаточности период полувыведения активного (R)-энантиомера бикалутамида увеличивается примерно в 1,75 раза (увеличение на 76%; период полувыведения составляет 5,9 и 10,4 дня у здоровых и ослабленных пациентов соответственно). Период полувыведения бикалутамида при нарушении функции почек не изменяется.

## Побочные эффекты
Профиль побочных эффектов бикалутамида в значительной степени зависит от пола, то есть от того, является ли человек мужчиной или женщиной. У мужчин из-за недостатка андрогенов во время лечения бикалутамидом могут возникать различные побочные эффекты различной степени тяжести, наиболее распространенными из которых являются боль/болезненность в груди и гинекомастия (увеличение груди). Гинекомастия встречается у 80% мужчин, получающих монотерапию бикалутамидом, и имеет легкую или умеренную степень тяжести более чем у 90% пострадавших мужчин. В дополнение к изменениям груди, у мужчин может наблюдаться физическая феминизация и демаскулинизация в целом, включая снижение роста волос на теле, уменьшение мышечной массы и силы, женственные изменения в массе и распределении жира, уменьшение длины полового члена и объема спермы/эякулята. Другие побочные эффекты, которые наблюдались у мужчин и которые аналогичным образом связаны с недостатком андрогенов, включают приливы жара, сексуальную дисфункцию (например, потерю либидо, эректильную дисфункцию), депрессию, усталость, слабость и анемию. Однако у большинства мужчин при монотерапии бикалутамидом сохраняется сексуальная функция. У женщин, из-за минимальной биологической значимости андрогенов для этого пола, побочные эффекты чистых антиандрогенов или нестероидных антиандрогенов незначительны, и было обнаружено, что бикалутамид очень хорошо переносится. Однако было обнаружено, что бикалутамид повышает уровень общего холестерина и холестерина ЛПНП у женщин. Считается, что профиль немедикаментозных побочных эффектов бикалутамида (т.е. побочных эффектов, не связанных с его антиандрогенной активностью) аналогичен таковому при применении плацебо. В любом случае, общие побочные эффекты бикалутамида, которые могут наблюдаться у представителей обоих полов, включают диарею, запор, боль в животе, тошноту, сухость кожи, зуд и сыпь. Препарат хорошо переносится в более высоких дозах, чем 50 мг/сут, до 600 мг/сут, с редкими дополнительными побочными эффектами.
Применение бикалутамида было связано с нарушениями функциональных показателей печени, такими как повышение уровня печеночных ферментов. В рамках клинической программы лечения бикалутамидом раннего рака предстательной железы для локализованного рака предстательной железы и МРПЖ частота нарушений функциональных показателей печени при монотерапии бикалутамидом составила 3,4% по сравнению с 1,9% при применении плацебо. Однако в других исследованиях были отмечены более высокие показатели, вплоть до 11%. Изменения в печени, которые потребовали прекращения приема бикалутамида, такие как выраженное повышение активности печеночных ферментов или гепатит, в ходе клинических исследований наблюдались у 0,3-1,5% мужчин, или примерно у 1% в целом. Повышение уровня печеночных ферментов при приеме бикалутамида обычно наблюдается в течение первых 3-6 месяцев лечения. Во время лечения рекомендуется контролировать функцию печени, особенно в первые несколько месяцев. Было обнаружено, что у мужчин с ранним раком предстательной железы монотерапия бикалутамидом увеличивает смертность от рака предстательной железы, не связанного с раком предстательной железы. Причины увеличения смертности при применении бикалутамида у этих мужчин неизвестны, но возможные факторы могут включать дефицит андрогенов или токсичность бикалутамида, связанную с приемом лекарств.
На сегодняшний день опубликовано 10 сообщений о случаях печеночной токсичности, связанной с бикалутамидом. 2022. В 2 из этих случаев наступила смерть. В базе данных Системы отчетности о нежелательных явлениях FDA (FAERS) имеются сотни дополнительных случаев осложнений со стороны печени у людей, принимающих бикалутамид. Во всех опубликованных отчетах о случаях печеночной токсичности при применении бикалутамида симптомы появлялись в течение первых 6 месяцев лечения. Симптомы, которые могут указывать на нарушение функции печени, включают тошноту, рвоту, боль в животе, усталость, анорексию, "гриппоподобные" симптомы, потемнение мочи и желтуху. Также опубликованы сообщения о случаях интерстициального пневмонита и эозинофильных заболеваний легких, связанных с приемом бикалутамида. наряду с сотнями дополнительных экземпляров в базе данных FAERS. Интерстициальный пневмонит потенциально может прогрессировать до 0+ и привести к летальному исходу. Симптомы, которые могут указывать на дисфункцию легких, включают одышку (затрудненное дыхание), кашель и фарингит (воспаление глотки, приводящее к боли в горле). Точная частота развития печеночной токсичности и интерстициального пневмонита при применении бикалутамида неизвестна, но считается, что и то, и другое встречается очень редко. Сообщалось о нескольких случаях светочувствительности при применении бикалутамида. Также редко сообщалось о реакциях гиперчувствительности (лекарственной аллергии), таких как ангионевротический отек и крапивница, связанных с приемом бикалутамида.
Поскольку бикалутамид является антиандрогеном, теоретически существует риск врожденных дефектов, таких как атипичная вариативность половых органов у плодов мужского пола. Из-за его тератогенной способности женщинам, принимающим бикалутамид, которые являются фертильными и сексуально активными, следует использовать контрацептивы.

### Сравнение
Профиль побочных эффектов бикалутамида у мужчин и женщин отличается от такового у других антиандрогенов и считается благоприятным по сравнению с ними. По сравнению с аналогами ГнРГ и стероидным антиандрогеном ципротерон ацетатом (ЦПА) монотерапия бикалутамидом приводит к значительно меньшей частоте и тяжести приливов жара и сексуальной дисфункции. Кроме того, в отличие от аналогов ГнРГ и ЦПА, монотерапия бикалутамидом не связана со снижением минеральной плотности костной ткани или остеопорозом. И наоборот, монотерапия бикалутамидом связана с гораздо более высокими показателями болезненности молочных желез, гинекомастии и феминизации у мужчин, чем аналоги ГнРГ и ЦПА. Однако гинекомастия при приеме бикалутамида редко бывает тяжелой, и частота отмены препарата из-за этого побочного эффекта довольно низкая. Эти различия в побочных эффектах между монотерапией бикалутамидом, аналогами ГнРГ и ЦПА. объясняются тем фактом, что, в то время как аналоги ГнРГ и ЦПА. подавляют выработку эстрогена, монотерапия бикалутамидом не снижает уровень эстрогена, а фактически повышает его.
Бикалутамид не связан с риском развития нервно-психических побочных эффектов, таких как утомляемость, а также сердечно-сосудистых побочных эффектов, таких как изменения свертываемости крови, образование тромбов, задержка жидкости, ишемическая кардиомиопатия и неблагоприятные изменения уровня липидов в сыворотке крови, с которыми был связан ЦПА. У него гораздо более низкий риск гепатотоксичности, чем у флутамида и ЦПА, и интерстициального пневмонита, чем у нилутамида. Препарат также не обладает такими уникальными рисками, как диарея при применении флутамида и тошнота, рвота, нарушения зрения и непереносимость алкоголя при применении нилутамида. В отличие от энзалутамида, бикалутамид не вызывает судорог или связанных с ними центральных побочных эффектов, таких как беспокойство и бессонница. Однако, хотя риск неблагоприятных изменений печени при применении бикалутамида невелик, энзалутамид отличается от бикалутамида отсутствием известного риска повышения активности печеночных ферментов или гепатотоксичности. В отличие от спиронолактона, бикалутамид не оказывает антиминералокортикоидного действия и, следовательно, не связан с гиперкалиемией, учащенным мочеиспусканием, дегидратацией, артериальной гипотензией или другими сопутствующими побочными эффектами. У женщин, в отличие от ЦПА и спиронолактона, бикалутамид не вызывает нарушения менструального цикла или аменореи и не влияет на овуляцию или фертильность.

## Передозировка
Однократная пероральная доза бикалутамида у человека, которая вызывает симптомы передозировки или считается опасной для жизни, не установлена. Дозы до 600 мг/сут хорошо переносились в клинических испытаниях. Бикалутамид обеспечивает высокую степень всасывания, так что уровень его активного (R)-энантиомера в крови не повышается при дозировке выше 300 мг/сут. Считается маловероятным, что передозировка бикалутамидом или другими НПВП первого поколения (например, флутамидом и нилутамидом) может представлять угрозу для жизни. Массивная передозировка нилутамида (13 граммов, или в 43 раза превышающая нормальную максимальную клиническую дозу в 300 мг/сут) у 79-летнего мужчины прошла без осложнений, не вызвав никаких клинических признаков, симптомов или токсичности. Специфического антидота при передозировке бикалутамидом или НПВП не существует, и лечение должно основываться на симптомах, если таковые имеются.

## Взаимодействия
Бикалутамид метаболизируется почти исключительно CYP3A4.Таким образом, его уровень в организме может изменяться ингибиторами и индукторами CYP3A4.(Список ингибиторов и индукторов CYP3A4 приведен здесь.) Однако, несмотря на то, что бикалутамид метаболизируется CYP3A4, нет данных о клинически значимых лекарственных взаимодействиях при одновременном применении бикалутамида в дозе 150 мг/сут или менее с препаратами, которые ингибируют или индуцируют активность фермента цитохрома Р450.
Исследования In vitro показывают, что бикалутамид может быть способен ингибировать CYP3A4 и, в меньшей степени, CYP2C9, CYP2C19 и CYP2D6.И наоборот, исследования на животных показывают, что бикалутамид может индуцировать ферменты цитохрома Р450.В ходе клинического исследования одновременное применение бикалутамида с субстратом CYP3A4 мидазоламом вызывало лишь небольшое и статистически незначимое повышение уровня мидазолама (+27%), предположительно, вследствие ингибирования CYP3A4. Однако это было значительно ниже увеличения экспозиции мидазолама при применении таких мощных ингибиторов CYP3A4, как кетоконазол (+1500%), итраконазол (+1000%) и эритромицин (+350%), и считается, что это не имеет клинического значения. Нет никаких признаков клинически значимого ингибирования или индукции ферментов при применении бикалутамида в дозах 150 мг/сут или ниже.
Поскольку бикалутамид циркулирует в относительно высоких концентрациях и хорошо связывается с белками плазмы, он потенциально может вытеснить другие препараты, которые хорошо связываются с белками плазмы, такие как варфарин, фенитоин, теофиллин и аспирин. Это, в свою очередь, может привести к увеличению свободных концентраций таких лекарственных средств и усилению их действия и/или побочных эффектов, что может потребовать коррекции дозы. Было установлено, что бикалутамид, в частности, вытесняет кумариновые антикоагулянты, такие как варфарин, из связывающих их белков плазмы (а именно альбумина) in vitro, что потенциально приводит к усилению антикоагулянтного эффекта, и по этой причине при применении бикалутамида в комбинации с этими препаратами рекомендуется тщательный мониторинг протромбинового времени и при необходимости коррекция дозы. Однако, несмотря на это, в ходе клинических испытаний, в которых приняли участие почти 3000 пациентов, не было обнаружено убедительных доказательств взаимодействия бикалутамида с другими лекарственными средствами.

## Фармакология

#### Антиандрогенная активность
Бикалутамид действует как высокоселективный конкурентный тихий антагонист андрогенных рецепторов (IC50 Tooltip = 159-243 нМ), основной биологической мишени андрогенных половых гормонов тестостерона и дигидротестостерона, и, следовательно, является антиандрогеном. Активность бикалутамида заключается в (R)-изомере. Благодаря своей селективности в отношении AR бикалутамид практически не взаимодействует с рецепторами других стероидных гормонов и, следовательно, не обладает клинически значимой гормональной активностью (например, прогестагенной, эстрогенной, глюкокортикоидной, антиминералокортикоидной). Однако сообщалось, что бикалутамид обладает слабым сродством к рецептору прогестерона, антагонистом которого он является, и, следовательно, может обладать некоторой антипрогестагенной активностью. Бикалутамид не ингибирует 5α-редуктазу и, как известно, не ингибирует другие ферменты, участвующие в стероидогенезе андрогенов (например, CYP17A1). Хотя бикалутамид не связывается с рецепторами эстрогена (ERS), он может повышать уровень эстрогена вторично по отношению к блокаде андрогенных рецепторов при использовании в качестве монотерапии у мужчин и, следовательно, может оказывать некоторые косвенные эстрогенные эффекты у мужчин. Бикалутамид не подавляет и не ингибирует выработку андрогенов в организме (т.е. он не действует как антигонадотропин или ингибитор стероидогенеза андрогенов или не снижает уровень андрогенов) и, следовательно, исключительно опосредует свои антиандрогенные эффекты, противодействуя андрогенным рецептарам. В дополнение к классическому ядерным рецепторам, бикалутамид был исследован на мембранных андрогенных рецепторах и показал, что он действует как мощный антагонист ZIP9 ([[IC50|IC50]] = 66,3 нМ), в то время как с GPRC6A он, по-видимому, не взаимодействует.
Сродство бикалутамида к андрогенным рецепторам относительно низкое, поскольку оно примерно в 30-100 раз ниже, чем у дигидротестостерона, который в 2,5-10 раз эффективнее агониста андрогенных рецепторов , чем тестостерон в биоанализах, и является основным эндогенным лигандом рецептора в предстательной железе. Однако типичные клинические дозы бикалутамида приводят к тому, что уровни препарата в крови в тысячи раз превышают уровни тестостерона и дигидротестостерона, что позволяет ему эффективно предотвращать их связывание с рецепторами и активацию. Это особенно верно в случае хирургической или медикаментозной кастрации, при которой уровень тестостерона в крови снижается примерно на 95%, а уровень ДГТ в предстательной железе - примерно на 50-60%. У женщин уровень тестостерона значительно ниже (в 20-40 раз), чем у мужчин, поэтому необходимы гораздо меньшие дозы бикалутамида (например, 25 мг/сут в исследованиях гирсутизма).
Блокада бикалутамидом андрогенных рецепторов в гипофизе и гипоталамусе приводит к предотвращению негативной обратной связи андрогенов с гипоталамо–гипофизарно–гонадной системой у мужчин и, как следствие, к растормаживанию секреции гипофизом лютеинизирующего гормона (ЛГ). Это, в свою очередь, приводит к повышению уровня циркулирующего лютенинизирующего гормона и активации выработки тестостерона половыми железами и, как следствие, эстрадиола. Было обнаружено, что уровень тестостерона повышается в 1,5-2 раза (на 59-97%), а уровень эстрадиола - примерно в 1,5-2,5 раза (на 65-146%) у мужчин, получавших монотерапию бикалутамидом в дозе 150 мг/сут. В дополнение к тестостерону и эстрадиолу наблюдается небольшое повышение концентрации дигидротестостерона, глобулина, связывающего половые гормоны, и пролактина. Уровни эстрадиола при монотерапии бикалутамидом аналогичны таковым у женщин в пременопаузе, в то время как уровень тестостерона, как правило, остается на высоком уровне у мужчин. Концентрация тестостерона обычно не превышает нормальную для мужчин норму из-за отрицательной обратной связи на гипоталамо–гипофизарно-гонадной оси из-за повышенной концентрации эстрадиола. Бикалутамид влияет на ось гипоталамо–гипофизарно-гонадную ось и повышает уровень гормонов только у мужчин, но не у женщин. Это связано с гораздо более низким уровнем андрогенов у женщин и отсутствием у них базального подавления гипоталамо–гипофизарно-гонадной оси у представителей этого пола. Как свидетельствует его эффективность при лечении рака предстательной железы и других андрогензависимых состояний, антиандрогенное действие бикалутамида значительно превосходит любое воздействие повышенного уровня тестостерона, к которому он приводит. Однако бикалутамид не оказывает противодействия повышенному уровню эстрадиола и является причиной гинекомастии и феминизирующих побочных эффектов, которые он вызывает у мужчин. Хотя монотерапия бикалутамидом повышает уровень гонадотропинов и половых гормонов у мужчин, этого не произойдет, если бикалутамид сочетать с антигонадотропинами, такими как аналоги ГнРГ, эстрогены или прогестагены, поскольку эти препараты поддерживают отрицательную обратную связь по оси HPG.
При нормальных обстоятельствах бикалутамид не способен активировать андрогенные рецепторы. Однако при раке предстательной железы мутации и избыточная экспрессия андрогенных рецепторов могут накапливаться в клетках предстательной железы, которые могут превращать бикалутамид из антагониста андрогенных рецепторов в агонист. Это может привести к парадоксальной стимуляции роста рака предстательной железы бикалутамидом и является причиной синдрома отмены антиандрогенов, при котором прекращение приема антиандрогенов парадоксальным образом замедляет темпы роста рака предстательной железы.
У трансгендерных женщин развитие груди является желательным эффектом лечения антиандрогенами или эстрогенами. Считается, что развитие молочных желез и гинекомастия, вызванные бикалутамидом, опосредуются повышенной активацией эстрогенного рецептора, вторичной по отношению к блокаде андрогенных рецепторов (что приводит к растормаживанию эстрогенного рецептора в тканях молочной железы) и повышению уровня эстрадиола. Было обнаружено, что бикалутамид, помимо отложения жира, роста соединительной ткани и развития протоков, способствует умеренному дольково-альвеолярному развитию молочных желез. Однако полное созревание дольково-альвеолярного отростка, необходимое для лактации и грудного вскармливания, не произойдет без лечения прогестагенами.
Монотерапия бикалутамидом, по-видимому, оказывает минимальное влияние на сперматогенез яичек, ультраструктуру яичек и некоторые аспекты мужской фертильности. По-видимому, это связано с тем, что уровень тестостерона в яичках (где вырабатывается ~95% тестостерона у мужчин) чрезвычайно высок (до 200 раз превышает уровень в крови), и только небольшая часть (менее 10%) от нормального уровня тестостерона в яичках на самом деле необходима для поддержания нормального уровня тестостерона в яичках. поддерживайте сперматогенез. В результате бикалутамид, по-видимому, не в состоянии конкурировать с тестостероном в этой единственной части тела в степени, достаточной для существенного нарушения передачи сигналов и функционирования андрогенов. Однако, хотя бикалутамид, по-видимому, не способен отрицательно влиять на сперматогенез яичек, он может препятствовать созреванию сперматозоидов, зависящему от АР, и их транспортировке за пределы яичек в придатки и семявыводящий проток, где уровень андрогенов намного ниже, и, следовательно, все еще может снижать мужскую фертильность. Кроме того, комбинация бикалутамида с другими лекарственными препаратами, такими как эстрогены, прогестагены и аналоги ГнРГ, может нарушать сперматогенез из-за их собственного неблагоприятного воздействия на мужскую фертильность. Эти препараты способны сильно подавлять выработку андрогенов гонадами, что может серьезно ухудшить или вовсе отменить сперматогенез в яичках, и эстрогены, по-видимому, также оказывают прямое и потенциально длительное цитотоксическое действие на яички в достаточно высоких концентрациях.

#### Другая
В ходе доклинических исследований было обнаружено, что бикалутамид действует как ингибитор или индуктор некоторых ферментов цитохрома Р450, включая CYP3A4, CYP2C9, CYP2C19 и CYP2D6, но никаких доказательств этого у людей, получавших препарат в дозе до 150 мг/сут, обнаружено не было.Он также был идентифицирован in vitro как сильный ингибитор CYP27A1 (холестерин-27-гидроксилазы) и CYP46A1 (холестерин-24-гидроксилазы), но это еще предстоит оценить или подтвердить in vivo или у людей, и клиническое значение остается неизвестным. Было обнаружено, что бикалутамид является ингибитором Р-гликопротеина (ABCB1). Как и другие НПВП первого поколения и энзалутамид, он, как было обнаружено, действует как слабый неконкурентный ингибитор токов, опосредованных ГАМК-рецепторами, in vitro ([[IC50|IC50]] = 5,2 мкм). Однако, в отличие от энзалутамида, не было обнаружено связи бикалутамида с судорогами или другими сопутствующими побочными эффектами со стороны центральной нервной системы, поэтому клиническая значимость этого открытия остается неопределенной.
Хотя его абсолютная биодоступность для человека неизвестна, известно, что бикалутамид интенсивно и хорошо всасывается. Пища не влияет на его усвоение. Всасывание бикалутамида является линейным при дозах до 150 мг/сут и является насыщающим при дозах выше этого уровня, при этом при дозах выше 300 мг/сут дальнейшего повышения равновесных уровней бикалутамида не происходит. В то время как всасывание (R)-бикалутамида происходит медленно, его концентрация достигает максимума через 31-39 часов после приема, (S)-бикалутамид всасывается гораздо быстрее. Стабильные концентрации препарата достигаются через 4-12 недель лечения независимо от дозы, при этом уровень (R)-бикалутамида постепенно повышается в 10-20 раз. Длительное достижение стабильных уровней является результатом очень длительного периода полувыведения бикалутамида. Уровни (R)-бикалутамида варьируют между людьми в широких пределах (до 16 раз) при применении бикалутамида независимо от дозы.
Распределение бикалутамида в тканях точно не изучено.Количество бикалутамида в сперме, которое потенциально может передаваться партнерше во время полового акта, невелико и не считается важным. На основании исследований на животных с участием крыс и собак предполагалось, что бикалутамид не может проникать через гематоэнцефалический барьер и, следовательно, не может проникать в мозг. Как таковой, первоначально считалось, что это периферийно-селективный антиандроген. Однако последующие клинические исследования показали, что это не относится к людям, что указывает на видовые различия; бикалутамид проникает в мозг человека и, соответственно, вызывает эффекты и побочные эффекты, соответствующие центральному антиандрогенному действию. В любом случае, есть признаки того, что бикалутамид может обладать, по крайней мере, некоторой периферической селективностью у людей. Бикалутамид хорошо связывается с белками плазмы (96,1% для рацемического бикалутамида, 99,6% для (R)-бикалутамида) и связывается в основном с альбумином, при незначительном связывании с глобулином, связывающим половые гормоны и глобулином, связывающим кортикостероиды.
Бикалутамид метаболизируется в печени. (R)-бикалутамид метаболизируется медленно и почти исключительно путем гидроксилирования CYP3A4 в (R)-гидроксибикалутамид. Затем этот метаболит глюкуронируется UGT1A9. В отличие от (R)-бикалутамида, (S)-бикалутамид метаболизируется быстро и в основном путем глюкуронирования (без гидроксилирования). Известно, что ни один из метаболитов бикалутамида не является активным, и уровни метаболитов в плазме крови, где преобладает неизмененный биклаутамид, низкие. Из-за стереоселективного метаболизма бикалутамида, (R)-бикалутамид имеет гораздо более длительный конечный период полувыведения, чем (S)-бикалутамид, и его уровни примерно в 10-20 раз выше по сравнению с однократным приемом и в 100 раз выше в равновесном состоянии.(R) - Бикалутамид имеет относительно длительный период полувыведения - 5,8 дней при однократном приеме и 7-10 дней после повторного приема.
Бикалутамид выводится в одинаковых пропорциях с калом (43%) и мочой (34%), в то время как его метаболиты выводятся примерно поровну с мочой и желчью. Препарат выводится из организма в значительной степени в неметаболизированном виде, и как бикалутамид, так и его метаболиты выводятся в основном в виде глюкуронидных конъюгатов. Глюкуронидные конъюгаты бикалутамида и его метаболиты быстро выводятся из организма, в отличие от неконъюгированного бикалутамида.
На фармакокинетику бикалутамида не влияют потребление пищи, возраст или масса тела человека, нарушение функции почек или печени легкой и умеренной степени тяжести. Однако устойчивые уровни бикалутамида у японцев выше, чем у белых людей.Шаблон:Bicalutamide metabolism

## Химия
Бикалутамид представляет собой рацемическую смесь, состоящую из равных пропорций энантиомеров (R)-бикалутамида (правовращающего) и (S)-бикалутамида (левовращающего). Его систематическое название таково (RS)-N-[4-cyano-3-(trifluoromethyl)phenyl]-3-[(4-fluorophenyl)sulfonyl]-2-hydroxy-2-methylpropanamide. Соединение имеет химическую формулу C18h14f4n2o4s, молекулярную массу 430,373г/моль и представляет собой мелкий порошок от белого до темно-белого цвета.[1][4
Константа кислотной диссоциации (pKa') бикалутамида составляет приблизительно 12. Это высоколипофильное соединение (log P = 2.92). При температуре 37 °C (98,6 °F), или нормальной температуре тела человека, бикалутамид практически не растворим в воде (4,6 мг/л), кислоте (4,6 мг/л при рН 1) и щелочи (3,7 мг/л при рН 8). В органических растворителях он слабо растворим в хлороформе и абсолютном этаноле, слабо растворим в метаноле и свободно растворим в ацетоне и тетрагидрофуране.
Бикалутамид - это синтетическое нестероидное соединение, полученное из флутамида. Это бициклическое соединение (имеет два кольца), которое может быть классифицировано как анилид (N-фениламид) или анилин, диарилпропионамид и толуидид.

### Аналоги
НПВП первого поколения, включая бикалутамид, флутамид и нилутамид, являются синтетическими нестероидными производными анилидов и структурными аналогами друг друга. Бикалутамид - это диарилпропионамид, в то время как флутамид - моноарилпропионамид, а нилутамид - гидантоин. Бикалутамид и флутамид, хотя и не нилутамид, также могут быть отнесены к толуидидам. Все три соединения имеют общую 3-трифторметиланилиновую часть.  Бикалутамид - это модификация флутамида, в которую был добавлен 4-фторфенилсульфонильныйфрагмент, а нитрогруппа в исходном фенильном кольце была заменена цианогруппой.Топилутамид, также известный как флуридил, является еще НПВП, который структурно близок к НПВП первого поколения, но, в отличие от них, не используется при лечении рака предстательной железы, а вместо этого используется исключительно в качестве местного антиандрогена при лечении типичного выпадения волос.
НПВП второго поколения энзалутамид и апалутамид были получены из НПВП первого поколения являются их аналогами, в то время как другой НПВП второго поколения, даролутамид, как утверждается, структурно отличается и химически не связан с другими. Энзалутамид представляет собой модификацию бикалутамида, в которой межкольцевая связующая цепь была изменена и циклизована в 5,5-диметил-4-оксо-2-тиоксо имидазолидиновый фрагмент. В апалутамиде 5,5-диметильные группы имидазолидинового кольца энзалутамида циклизуются с образованием дополнительного циклобутанового кольца, а одно из его фенильных колец заменяется пиридиновым кольцом.Шаблон:Annotated image 4Первые нестероидные андрогены, арилпропионамиды, были открыты с помощью структурной модификации бикалутамида. В отличие от бикалутамида (который обладает чисто антиандрогенным действием), эти соединения проявляют тканеселективные андрогенные эффекты и были классифицированы как селективные модуляторы андрогенных рецепторов, препараты этой серии включали ацетотиолутамид, энобосарм (остарин; S-22) и андарин (ацетамидоксолутамид или андроксолутамид; S-4). Они очень близки к бикалутамиду по структуре, с ключевыми отличиями, заключающимися в том, что связующий сульфон бикалутамида был заменен простой или тиоэфирной группой для придания агонизирующего действия AR, а 4-фтористый атом соответствующего фенильного кольца был заменен ацетамидо- или цианогруппой для устранения реакционной способности в этом положении..
Было разработано несколько радиоактивно меченых производных бикалутамида для потенциального использования в качестве радиоактивных индикаторов в медицинской визуализации.  К ним относятся [18%] бикалутамид, 4- [76%]бромобикалутамид и [76%]бромотиобикалутамид. Было обнаружено, что последние два препарата обладают значительно повышенным сродством к андрогенным рецепторам по сравнению с бикаутамидом. Однако ни один из этих препаратов не был испытан на людях.
5n-бикалутамид, или 5-азабикалутамид, представляет собой незначительную структурную модификацию бикалутамида, который действует как обратимый ковалентный антагонист андрогенных рецепторов и обладает примерно в 150 раз более высоким сродством к андрогенным рецепторам и примерно в 20 раз большим функциональным ингибированием андрогенных рецепторов по сравнению с бикалутамидом. Он является одним из наиболее мощных антагонистов андрогенных рецепторов, которые были разработаны, и в настоящее время изучается для потенциального использования в лечении антиандрогенрезистентного рака предстательной железы.

### Синтез
В литературе опубликован ряд результатов химического синтеза бикалутамида. Процедуру первого опубликованного синтеза бикалутамида можно увидеть ниже.

## История
Бикалутамид, как и все другие НПВП, представленные на рынке нестероидные антиандрогены настоящее время, были получены путем структурной модификации флутамида, который сам по себе был первоначально синтезирован в качестве бактериостатического средства в 1967 году корпорацией Schering Plough Corporation и, как впоследствии было установлено, обладает антиандрогенной активностью. Бикалутамид был открыт Такером и его коллегами из Imperial Chemical Industries (ICI) в 1980-х годах и был выбран для разработки из более чем 2000 синтезированных соединений. Впервые он был запатентован в 1982 году и впервые опубликован в научной литературе в июне 1987 года
Бикалутамид был впервые изучен в ходе клинического клинического исследования 1987 году, а результаты первого клинического исследования II фазы при раке предстательной железы были опубликованы в 1990 году.Фармацевтическое подразделение ICI было выделено в независимую компанию Zeneca в 1993 году, а в апреле и мае 1995 года Zeneca (ныне AstraZeneca, после слияния с Astra AB в 1999 году) начала предварительную продажу бикалутамида для лечения рака предстательной железы в США Впервые он был представлен в Великобритании в мае 1995 года и впоследствии был одобрен Управлением по санитарному надзору за качеством пищевых продуктов и FDA 4 октября 1995 года для лечения рака предстательной железы в дозе 50 мг/сут в сочетании с аналогом ГнРГ.
После введения бикалутамида для применения в комбинации с аналогом гонадотропин-рилизинг-гормона бикалутамид был разработан в качестве монотерапии в дозировке 150 мг/сут для лечения рака предстательной железы и был одобрен по этому показанию в Европе, Канаде и ряде других стран в конце 1990-х и начале 2000-х годов. Это применение бикалутамида также рассматривалось Управлением по санитарному надзору за качеством пищевых продуктов и FDA в 2002 году, но в конечном итоге не было одобрено в этой стране. В Японии бикалутамид разрешен к применению в дозировке 80 мг/сут отдельно или в комбинации с аналогом гонадотропин-рилизинг-гормона для лечения рака предстательной железы. Уникальная дозировка бикалутамида в 80 мг, используемая в Японии, была выбрана для разработки в этой стране на основе наблюдаемых фармакокинетических различий с бикалутамидом у японских мужчин.
После получения отрицательных результатов монотерапии бикалутамидом при локализованного рака предстательной железы в рамках клинической программы раннего рака предстательной железы, разрешение на использование бикалутамида специально для лечения локализованного рак предстательной железы было отозвано в ряде стран, включая Великобританию (в октябре или ноябре 2003 г.) и несколько других европейских стран и Канаду (в августе 2003 г.). Кроме того, в США и Канаде по этим показаниям категорически не рекомендуется принимать бикалутамид в дозе 150 мг/сут. С другой стороны, препарат эффективен для лечения локализованного рака предстательной железы и метастатического рака предстательной железы, остается одобренным и продолжает использоваться при лечении местнораспространенного рака предстательной железы и метастатического рака предстательной железы.
Срок действия патента на бикалутамид в США истек в марте 2009 года, и впоследствии препарат был доступен в качестве дженерика по значительно сниженной цене.
Бикалутамид стал четвертым антиандрогеном (и третьим нестероидным антиандрогеном), который был введен для лечения рака предстательной железы, после стероидного антиандрогена ципротерона ацетата в 1973 году и флутамида НПВП в 1983 году (1989 год в США) и нилутамида в 1989 году (1996 год в США). За ним последовали абиратерона ацетат в 2011 году, энзалутамид в 2012 году, апалутамид в 2018 году и даролутамид в 2019 году, а также, возможно, такие разрабатываемые препараты, как проксалутамид и севитеронел.

## Продажи

### Общие названия
Бикалутамид - это общее название лекарственного средства на английском и французском языках, а так же его международное непатентованное название. Он также упоминается как бикалутамид на латыни, бикалутамида на испанском и португальском языках, бикалутамид на немецком и бикалутамид на русском и других славянских языках. Префикс "bica-" соответствует тому факту, что бикалутамид является бициклическим соединением, в то время как суффикс "-лютамид" является стандартным суффиксом для нестероидных антиандрогенов. Бикалутамид также известен под своим прежним кодовым названием ICI-176,334.

### Фирменные наименования
Бикалутамид продается компанией AstraZeneca в форме таблеток для приема внутрь под торговыми марками Касодекс, Косудекс, Калутид, Калумид и Калумид во многих странах. В различных странах он также продается под торговыми марками Бикадекс, Бикал, Бикалокс, Бикамид, Бикатлон, Бикузан, Бинабик, Байпро, Калутол и Ормандил, а также под другими. Препарат продается под большим количеством непатентованных торговых названий, таких как Апо-бикалутамид, Бикалутамид Аккорд, бикалутамид Актавис, Бикалутамид Блюфиш, Бикалутамид Каби, Бикалутамид Сандоз и бикалутамид Тева. Комбинированный препарат бикалутамида и гозерелина продается компанией AstraZeneca в Австралии и Новой Зеландии под торговой маркой ZolaCos-CP.

### Стоимость и дженерики
Бикалутамид не запатентован и доступен в виде дженерика. В отличие от бикалутамида, новый нестероидный антиандроген энзалутамид все еще находится в стадии патентования и по этой причине значительно дороже по сравнению с ним.
Срок действия патентов на все три НПВП первого поколения истек, и флутамид и бикалутамид доступны в качестве недорогих дженериков. Нилутамид, с другой стороны, всегда был слабым третьим конкурентом флутамиду и бикалутамиду и, в связи с этим, не был разработан как дженерик и доступен только под торговой маркой Nilandron, по крайней мере, в США
Бикалутамид значительно дешевле аналогов ГнРГ, которые, несмотря на то, что на некоторые из них уже много лет нет патента, как сообщалось (в 2013 году), обычно обходятся в 10 000-15 $10,000 США в год (или около $1,000 США в месяц) на лечение.
Продажи бикалутамида (также известного как Казодекс) по всему миру достигли пика в 1,3 миллиарда долларов в 2007 году, и его называли препаратом стоимостью "миллиард долларов в год" до того, как он потерял свою патентную защиту, начиная с 2007 года. 2007. В 2014 году, несмотря на введение абиратерона ацетата в 2011 году и энзалутамида в 2012 году, бикалутамид по-прежнему оставался наиболее часто назначаемым препаратом для лечения метастатического кастрационно-резистентного рака предстательной железы. Более того, несмотря на то, что бикалутамид не был запатентован, продажи AstraZeneca по-прежнему приносили несколько сотен миллионов долларов в год. Общий объем мировых продаж торговой марки Casodex на конец года составил около 13,4миллиарда  . 2018. 
| Год | Продажи                | Год  | Продажи                | Год  | Продажи  | Год  | Продажи   | Год   | Продажи   | Год  | Продажи                | Год  | Продажи                | Год  | Продажи                |
| --- | ---------------------- | ---- | ---------------------- | ---- | -------- | ---- | --------- | ----- | --------- | ---- | ---------------------- | ---- | ---------------------- | ---- | ---------------------- |
| 1995 | ~15 миллионов долларов | 1998 | 245 миллионов долларов | 2001 | $569 млн | 2004 | $1012 млн | 2007* | $1335 млн | 2010 | $579 млн               | 2013 | $376 млн               | 2016 | 247 миллионов долларов |
| 1996 | 109 миллионов долларов | 1999 | 340 миллионов долларов | 2002 | $644 млн | 2005 | $1123 млн | 2008  | $1258 млн | 2011 | 550 миллионов долларов | 2014 | 320 миллионов долларов | 2017 | 215 миллионов долларов |
| 1997 | 200 миллионов долларов | 2000 | $433 млн               | 2003 | $854 млн | 2006 | $1206 млн | 2009  | $844 млн  | 2012 | $454 млн               | 2015 | 267 миллионов долларов | 2018 | $201 млн               |
| Примечания: Впервые дженерик появился в продаже (*) в 2007 году. Общий объем продаж по состоянию на конец 2018 года составил 13,4 миллиарда долларов. Источники: |                        |      |                        |      |          |      |           |       |           |      |                        |      |                        |      |                        |

В период с января 2007 по декабрь 2009 года (в течение трех лет) в США было выписано 1 232 143 рецепта на бикалутамид, или около 400 000 рецептов в год. За это время на бикалутамид приходилось около 87,2% рынка НПВП, на флутамид - 10,5%, а на нилутамид - 2,3%. Примерно 96% рецептов на бикалутамид были выписаны с использованием диагностических кодов, которые четко указывали на новообразование. Около 1200 рецептов на бикалутамид, или 0,1% от общего числа, были выписаны детям в возрасте от 0 до 16 лет

### Регулирование
Бикалутамид отпускается по рецепту врача. Ни в одной стране это вещество специально не контролируется и, следовательно, не является запрещенным веществом. Однако производство, продажа, дистрибуция и хранение отпускаемых по рецепту лекарств по-прежнему являются предметом правового регулирования во всем мире.

## Исследование
Бикалутамид был изучен в комбинации с ингибиторами 5α-редуктазы финастеридом и дутастеридом при раке предстательной железы. Он также был изучен в комбинации с ралоксифеном, селективным модулятором рецепторов эстрогена (SERM), для лечения рака предстательной железы. Бикалутамид был протестирован для лечения АР-положительного, эстроген-и-прогестеронновых-рецептеров-отрицательного местнораспространенного и метастатического рака молочной железы у женщин в ходе исследования II фазы по этим показаниям. Энзалутамид также исследуется при лечении этого типа рака. Бикалутамид также был изучен в ходе II фазы клинических испытаний по лечению рака яичников у женщин
Бикалутамид был изучен при лечении доброкачественной гиперплазии предстательной железы (ДГПЖ) в ходе 24-недельного исследования с участием 15 пациентов в дозе 50 мг/сут. У пациентов, принимавших бикалутамид, объем предстательной железы уменьшился на 26%, а показатели симптомов раздражения мочевыводящих путей значительно снизились. И наоборот, показатели пиковой скорости мочеиспускания и давления мочи существенно не отличались между бикалутамидом и плацебо. Уменьшение объема предстательной железы, достигнутое при применении бикалутамида, было сопоставимо с таковым при применении ингибитора 5α-редуктазы финастерида, который одобрен для лечения аденомы простаты. Болезненность молочных желез (93%), гинекомастия (54%) и сексуальная дисфункция (60%) были зарегистрированы как побочные эффекты бикалутамида в дозировке, использованной в исследовании, хотя прекращения лечения из-за побочных эффектов не произошло, и сексуальная активность была сохранена у 75% пациенток.
В 2017 году в Италии под наблюдением Итальянского агентства по лекарственным средствам (AIFA) было завершено клиническое исследование III фазы бикалутамида в комбинации с содержащим этинилэстрадиол для лечения тяжелого гирсутизма у женщин с СПКЯ.
Для лечения COVID-19 у мужчин были предложены антиандрогены, и по состоянию на май 2020 года для этой цели проводится вторая фаза клинических испытаний бикалутамида в высоких дозах.

## Использование в ветеринарии
Бикалутамид может быть использован для лечения гиперандрогении и связанной с ней доброкачественной гиперплазии предстательной железы, вторичной по отношению к гиперадренокортицизму (вызванному избытком андрогенов надпочечников) у самцов хорьков. Однако он не был официально оценен в контролируемых исследованиях с этой целью.